# Louisa Montagu
Lady Louisa Beatrice Augusta Montagu, contessa di Gosford (Kimbolton Castle, 17 gennaio 1856 – Londra, 3 marzo 1944), è stata una nobildonna inglese.

## Biografia
Era la figlia di William Montagu, VII duca di Manchester, e di sua moglie, la contessa Louise Friederike Auguste von Alten, figlia del conte Viktor von Alten. Dopo la morte del padre nel 1890, sua madre si risposò con Spencer Cavendish, VIII duca di Devonshire, diventando la duchessa del Devonshire, ed era conosciuta nella società come la "doppia duchessa". 

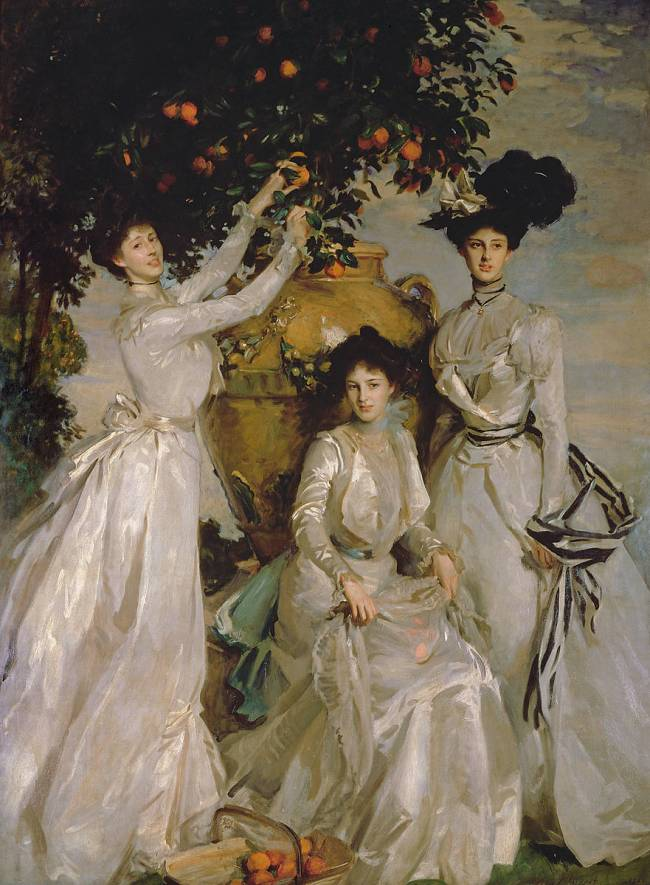
Le sorelle Acheson (Alexandra, Mary e Theodosia), John Singer Sargent, 1902

## Matrimonio
Sposò, il 10 agosto 1876 a Market Hill, Archibald Acheson, IV conte di Gosford (19 agosto 1841–11 aprile 1922), figlio di Archibald Acheson, III conte di Gosford. Ebbero cinque figli:
- Archibald Acheson, V conte di Gosford (26 maggio 1877-20 marzo 1954)[4][5][6];
- Lady Alexandra Louise Elizabeth Acheson (1878-21 gennaio 1958), sposò il tenente colonnello William Frederick Stanley, ebbero tre figli;
- Lady Mary Acheson (1881-?), sposò Robert Arthur Ward, ebbero due figli;
- Lady Theodosia Louisa Augusta Acheson (1882-16 ottobre 1977), sposò Alexander Cadogan, ebbero quattro figli;
- Patrick George Edward Cavendish Acheson (30 giugno 1883-30 agosto 1957), sposò Norah Wiseman Jones, ebbero tre figli.

Ha ricoperto la carica di Lady of the Bedchamber della regina Alessandra. Durante la prima guerra mondiale Lady Gosford fu presidente dei Central Workrooms della British Red Cross Society.

## Ascendenza
|                                            |                                            |                                                       | Genitori                                         |  |  | Nonni |  |  | Bisnonni                                 |  |  | Trisnonni                                 |  |
|                                            |                                            |                                                       |                                                  |  |  |       |  |  | 8. William Montagu, V duca di Manchester |  |  | 16. George Montagu, IV duca di Manchester |  |
|                                            |                                            |                                                       |                                                  |  |  |       |  |  | 8. William Montagu, V duca di Manchester |  |  | 16. George Montagu, IV duca di Manchester |  |
|                                            |                                            | 17. Elizabeth Dashwood                                |                                                  |  |  |       |  |  | 8. William Montagu, V duca di Manchester |  |  |                                           |  |
| 4. George Montagu, VI duca di Manchester   |                                            |                                                       |                                                  |  |  |       |  |  | 8. William Montagu, V duca di Manchester |  |  |                                           |  |
|                                            |                                            | 9. Susan Gordon                                       | 18. Alexander Gordon, IV duca di Gordon          |  |  |       |  |  |                                          |  |  |                                           |  |
|                                            |                                            | 9. Susan Gordon                                       | 18. Alexander Gordon, IV duca di Gordon          |  |  |       |  |  |                                          |  |  |                                           |  |
|                                            |                                            | 9. Susan Gordon                                       | 19. Jane Maxwell                                 |  |  |       |  |  |                                          |  |  |                                           |  |
| 2. William Montagu, VII duca di Manchester |                                            | 9. Susan Gordon                                       |                                                  |  |  |       |  |  |                                          |  |  |                                           |  |
|                                            |                                            | 10. Robert Bernard Sparrow                            | 20. Robert Sparrow                               |  |  |       |  |  |                                          |  |  |                                           |  |
|                                            |                                            | 10. Robert Bernard Sparrow                            | 20. Robert Sparrow                               |  |  |       |  |  |                                          |  |  |                                           |  |
|                                            |                                            | 10. Robert Bernard Sparrow                            | 21. Mary Bernard                                 |  |  |       |  |  |                                          |  |  |                                           |  |
| 5. Millicent Sparrow                       |                                            | 10. Robert Bernard Sparrow                            |                                                  |  |  |       |  |  |                                          |  |  |                                           |  |
|                                            |                                            | 11. Olivia French Acheson                             | 22. Arthur Acheson, I conte di Gosford           |  |  |       |  |  |                                          |  |  |                                           |  |
|                                            |                                            | 11. Olivia French Acheson                             | 22. Arthur Acheson, I conte di Gosford           |  |  |       |  |  |                                          |  |  |                                           |  |
|                                            |                                            | 11. Olivia French Acheson                             | 23. Millicent Pole                               |  |  |       |  |  |                                          |  |  |                                           |  |
| 1. Louisa Montagu                          |                                            | 11. Olivia French Acheson                             |                                                  |  |  |       |  |  |                                          |  |  |                                           |  |
|                                            | 12. Adolf Viktor Christian Jobst von Alten | 24. August-Eberhard von Alten                         |                                                  |  |  |       |  |  |                                          |  |  |                                           |  |
|                                            | 12. Adolf Viktor Christian Jobst von Alten | 24. August-Eberhard von Alten                         |                                                  |  |  |       |  |  |                                          |  |  |                                           |  |
|                                            | 12. Adolf Viktor Christian Jobst von Alten | 25. Henriette von Vincke                              |                                                  |  |  |       |  |  |                                          |  |  |                                           |  |
| 6. Karl Franz Viktor von Alten             | 12. Adolf Viktor Christian Jobst von Alten |                                                       |                                                  |  |  |       |  |  |                                          |  |  |                                           |  |
|                                            |                                            | 13. Charlotte Louise Wilhelmine von Kinsky und Tettau | 26. Reinhard Otto Kinsky von Wchinitz und Tettau |  |  |       |  |  |                                          |  |  |                                           |  |
|                                            |                                            | 13. Charlotte Louise Wilhelmine von Kinsky und Tettau | 26. Reinhard Otto Kinsky von Wchinitz und Tettau |  |  |       |  |  |                                          |  |  |                                           |  |
|                                            |                                            | 13. Charlotte Louise Wilhelmine von Kinsky und Tettau | 27. Elisabeth Agnes Robertina von Pelden         |  |  |       |  |  |                                          |  |  |                                           |  |
| 3. Luise Fredericke Auguste von Alten      |                                            | 13. Charlotte Louise Wilhelmine von Kinsky und Tettau |                                                  |  |  |       |  |  |                                          |  |  |                                           |  |
|                                            |                                            | 14. Friedrich Christoph von Schminke                  | …                                                |  |  |       |  |  |                                          |  |  |                                           |  |
|                                            |                                            | 14. Friedrich Christoph von Schminke                  | …                                                |  |  |       |  |  |                                          |  |  |                                           |  |
|                                            |                                            | 14. Friedrich Christoph von Schminke                  | …                                                |  |  |       |  |  |                                          |  |  |                                           |  |
| 7. Hermine de Schminke                     |                                            | 14. Friedrich Christoph von Schminke                  |                                                  |  |  |       |  |  |                                          |  |  |                                           |  |
|                                            |                                            | 15. Anna Helene Nebelthau                             | …                                                |  |  |       |  |  |                                          |  |  |                                           |  |
|                                            |                                            | 15. Anna Helene Nebelthau                             | …                                                |  |  |       |  |  |                                          |  |  |                                           |  |
|                                            |                                            | 15. Anna Helene Nebelthau                             | …                                                |  |  |       |  |  |                                          |  |  |                                           |  |
|                                            |                                            | 15. Anna Helene Nebelthau                             |                                                  |  |  |       |  |  |                                          |  |  |                                           |  |